# بلدة بيفر (مقاطعة بايك)
بلدة بيفر هي واحدة من أربع عشرة بلدة في مقاطعة بايك، أوهايو، الولايات المتحدة. وجد تعداد عام 2000 أن عدد السكان 1450 شخصًا في البلدة، يعيش 1269 منهم في الأجزاء غير المدمجة من البلدة.

## الاسم والتاريخ
من المرجح أن بلدة بيفر أخذت اسمها من بيفر كريك. على مستوى الولاية، توجد مدن بيفر الأخرى في مقاطعتي ماهونينغ ونوبل.

## روابط خارجية
- موقع مكتب زوار مقاطعة بايك